# Samostalniška beseda
Samostálniška beséda je ena od besednih vrst, ki poimenuje bitja, predmete ali pojme ter ji je lasten spol (ženski, moški ali srednji), število (ednina, dvojina ali množina), sklon in sklanjatev. V stavčnih členih lahko primarno nastopajo samostalniške besede v osebku, predmetu, lahko pa tvorijo tudi povedkovo določilo ali prislovno določilo.
K samostalniškim besedam štejemo:
- samostalnik (npr. hiša, mraz, jedro)
- samostalniški zaimek (npr. ti, nihče)
- posamostaljeni pridevnik (npr. dežurni)

## Samostalnik
Samostalnik neposredno poimenuje bitja (žena), reči (nož) ali pojme (sreča). Z njim lahko poimenujemo kateregakoli predstavnika znotraj iste vrste stvarnosti (npr. učiteljica) – tedaj govorimo o občnih imenih – ali pa označi posameznika (npr. Mitja, Ljubljana) – govorimo o lastnih imenih.
V slovenščini so samostalniki ženskega, srednjega ali moškega spola. Večinoma samostalnikov z ničto končnico (-ø) v imenovalniku ednine je moškega spola (korak-ø, korak-a), s končnico -a v imenovalniku ednine ženskega spola (miz-a, miz-e), s končnico -o/-e v imenovalniku ednine srednjega spola (sonc-e, sonc-a). 
Obstajajo tudi izjeme, npr. ničto končnica v imen. ed. za ženski spol (breskev-ø, breskv-e), samostalniki moškega spola s končnico -a (vojvod-a, vojvod-e) ali -o/-e (avt-o, avt-a; final-e, final-a).
Poleg spola, lahko samostalniški besedi določimo tudi podspola: živost in človeškost. 
Slovenščina pozna tri slovnična števila: ednina, dvojina, množina. Število izražamo s končnico (en korak-ø, dva korak-a, trije korak-i; ena miz-a, dve miz-i, tri miz-e; eno sonc-e, dve sonc-i, tri sonc-a). Samostalniki imajo praviloma vsa tri števila, nekatere pa lahko uporabljamo zgolj v ednini ali množini. Edninski samostalniki so npr. kri, sadje, upanje, prihodnost itd., množinski pa možgani, ošpice, sani, jetra ... Včasih namesto dvojine uporabljamo množino, npr. pri parnih delih telesa (roke, noge, oči), oblačilih (rokavice, nogavice), obuvalih (drsalke, kotalke) in bioloških parih (starši). 
Samostalnike sklanjamo po ustaljenih sklanjatvenih vzorcih, ki vsebujejo šest sklonov.
Samostalnik lahko nastopa v vlogi:
1. osebka, npr. Pevka poje.
2. neposrednega predmeta, npr. Poslušati pevko.
3. predmeta ali prislovnega določila, npr. Veseliti se zaradi pevke.
4. povedkovega določila in povedkovega prilastka, npr. Žena je pevka.
5. rabi se svojilno ob pomožniku (biti pevke; navadno sicer biti od pevke)) in samostalniški besedi (Petje pevke).

Namesto navadnega samostalnika lahko uporabimo samostalniški (ali posamostaljeni) zaimek. 

## Samostalniški zaimek
Samostalniški zaimek poimenuje neko enoto stvarnosti na posreden način, kar pomeni, da namesto samostalnika uporabimo samostalniške zaimke, ker se tako izognemo dobesednemu ponavljanju besed. Tak način poimenovanje imenujemo pozaimljanje. Tako kot samostalnikom lahko tudi samostalniškim zaimkom določimo spol, število in sklon. Na podlagi izražanja slovnične osebe pa jih razdelimo na osebne (izražajo slovnično osebo: jaz, vidva ...) in neosebne samostalniške zaimke (osebe ne moremo določiti: nekaj, kar, kdo).

### Osebni samostalniški zaimki
- Osebni samostalniški zaimki zaznamujejo govorečega (jaz), ogovorjenega (ti) ali neudeleženega v pogovoru (on/ona/ono). Oblike samostalniških zaimkov so:
  - naglasna oblika (mene, tebe, naju)
  - naslonska oblika (me, te, ga, jo)
  - navezna oblika (zame, vanj, predte, ponj) – sestavljena je iz predloga in tožilniške oblike naslonskega osebnega zaimka, npr. za + me → zame

|             | 1. oseba ednine | 2. oseba ednine | 3. oseba ednine moški/srednji spol | 3. oseba ednine ženski spol |
| Imenovalnik | jaz             | ti              | on/ono                             | ona                         |
| Rodilnik    | mene/me         | tebe/te         | njega/ga                           | nje                         |
| Dajalnik    | meni/mi         | tebi/ti         | njemu/mu                           | njej/ji                     |
| Tožilnik    | mene/me         | tebe/te         | njega/ga                           | njo/jo                      |
| Mestnik     | o meni          | o tebi          | o njem                             | o njej                      |
| Orodnik     | z menoj/mano    | s teboj/s tabo  | z njim                             | z njo                       |

Naslonsko obliko poznajo samo nekateri skloni v ednini (rodilnik, dajalnik, tožilnik).
V dvojini in množini so naslonske oblike le pri nekaterih sklonskih oblikah za 3. osebo, sicer pa imajo vsi trije spoli od rodilnika dalje enake oblike.
|             | 1. oseba dvojine | 2. oseba dvojine | 3. oseba dvojine     |
| Imenovalnik | midva/ -e/ -a    | vidva/ -e/ -a    | onadva/onidve/onadva |
| Rodilnik    | naju             | vaju             | njiju/ju             |
| Dajalnik    | nama             | vama             | njima/jima           |
| Tožilnik    | naju             | vaju             | njiju/ju             |
| Mestnik     | o naju/o nama    | o vaju/o vama    | o njiju/o njima      |
| Orodnik     | z nama           | z vama           | z njima              |

|             | 1. oseba množine | 2. oseba množine | 3. oseba množine |
| Imenovalnik | mi/me            | vi/ve            | oni/one/ona      |
| Rodilnik    | nas              | vas              | njih/jih         |
| Dajalnik    | nam              | vam              | njim/jim         |
| Tožilnik    | nas              | vas              | njih/jih         |
| Mestnik     | o nas            | o vas            | o njih           |
| Orodnik     | z nami           | z vami           | z njimi          |

Povratni osebni zaimek nima imenovalniške oblike. Raba se nanaša na osebek. Uporablja se takrat, kadar sta osebek in predmet/prislovno določilo ista stvar ali predmet.
Andraž si je kupil novo šolsko torbo. Ivan vsakega vidi, le sebe ne. Še pri sebi poglej.
|             | Povratni svojilni zaimek |
| Imenovalnik | /                        |
| Rodilnik    | sebe/se                  |
| Dajalnik    | sebi/si                  |
| Tožilnik    | sebe/se                  |
| Mestnik     | o sebi                   |
| Orodnik     | s seboj/ s sabo          |

### Neosebni samostalniški zaimki
Neosebni samostalniški zaimki (kot že ime samo pove) ne izražajo slovnične osebe in so lahko samo v ednini.
|              | Živo (človek)                               | Neživo (živali, rastline, stvari, pojmi) |
| Vprašalni    | Kdo je pred vrati?                          | Kaj piše?                                |
| Oziralni     | Kdor ni naredil domače naloge, bo kaznovan. | Kar si naredil, sprejmi.                 |
| Nedoločni    | Nekdo trka na vrata.                        | Nekaj ti je padlo na tla iz torbice.     |
| Nikalni      | Nihče ne bo prišel na seminar.              | Nič takega se ni zgodilo včeraj          |
| Poljubnostni | Ti bo že kdo pomagal.                       | Pojdi v knjižnico in si kaj izberi.      |

Sklanjanje neosebnih samostalniških zaimkov:
| KDO     | KDOR    | NIHČE     | NEKDO     | KAJ   | KAR     | NIČ       | NEKAJ   |
| koga    | kogar   | nikogar   | nekoga    | česa  | česar   | ničesar   | nečesa  |
| komu    | komur   | nikomur   | nekomu    | čemu  | čemur   | ničemur   | nečemu  |
| koga    | kogar   | nikogar   | nekoga    | kaj   | kar     | nič       | nekaj   |
| pri kom | o komer | o nikomer | pri nekom | o čem | o čemer | o ničemer | o nečem |
| s kom   | s komer | z nikomer | z nekom   | s čim | s čimer | z ničimer | z nečim |

## Posamostaljeni pridevnik
Posamostaljeni pridevniki so besede, ki so bile prvotno pridevniki, z izgubo samostalnika ob sebi pa so prevzeli sami funkcijo samostalnika (na primer dežurni (zdravnik)). Ohranili so pridevniško sklanjatev, torej jih sklanjamo kot pridevnik (npr. dežurn-i, dežurn-ega, dežurn-emu ...). Večinoma v to kategorijo sodijo lastna imena (Dostojevski, Koseski, Trebnje, Visoko ...).  